# 4031 Mueller
A 4031 Mueller (ideiglenes jelöléssel 1985 CL) egy kisbolygó a Naprendszerben. Carolyn Shoemaker fedezte fel 1985. február 12-én.